# Пологий (приток Щапиной)
Пологий — ручей на полуострове Камчатка в России. Протекает по территории Мильковского района. Длина — 21 км.
Начинается на южном склоне горы Каменная (1196,3 м), входящей в состав хребта Асхачный Увал. Течёт вдоль горной цепи в юго-западном направлении. Правый берег зарос березняками, левый покрыт берёзово-лиственничным лесом. Впадает в реку Щапина справа на расстоянии 86 км от её устья.
По данным государственного водного реестра России относится к Анадыро-Колымскому бассейновому округу.
- Код водного объекта — 19070000112220000014103[2]